# ASLAD Moundou
Der ASLAD de Moundou (Association Sportive du Lycée Adoum Dallah) ist ein tschadischer Fußballverein aus Moundou.
Der Verein spielt lange in der Championnat National (Tschad) mit, ohne großen Erfolg zu haben. Erst 2013 gewannen sie ihren ersten Titel, als sie den Coupe du Tschad gewannen. Sie qualifizierten sich des Öfteren für die afrikanischen Wettbewerbe, schieden aber bereits in der ersten Spielrunde aus.

## Statistik in den CAF-Wettbewerben
| Wettbewerb                 | Runde         | Gegner       | Hinspiel | Rückspiel |  |
| -------------------------- | ------------- | ------------ | -------- | --------- |  |
|                            |               |              |          |           |  |
| CAF Cup 1997               | 1. Runde      | AS Bantous   | 1:1 (A)  | 2:2 (H)   |  |
| CAF Cup 2000               | 1. Runde      | JS Kabylie   | n. a.    | n. a.     |  |
| CAF Confederation Cup 2014 | Qualifikation | Union Douala | 0:3 (A)  | 2:1 (H)   |  |

- 2000: Der Verein verzichtete nach der Auslosung auf die Teilnahme am Wettbewerb.

## Bekannte Spieler
- Esaie Djikoloum